# Katie Holmes
Katherine Noelle Holmes, detta Katie (Toledo, 18 dicembre 1978), è un'attrice, regista e sceneggiatrice statunitense.
Nota a livello internazionale per il ruolo di Joey Potter nella serie TV Dawson's Creek, il suo primo ruolo cinematografico importante è nei film Generazione perfetta e Schegge di April, con cui riceve una candidatura al Satellite Award. Altro suo ruolo importante è quello di Rachel Dawes in Batman Begins diretto da Christopher Nolan. Nel 2011 interpreta Jacqueline Kennedy nella miniserie TV I Kennedy.

## Biografia
È figlia di padre avvocato, Martin Joseph Holmes Sr., e madre casalinga, Kathleen Sarafyan, è la più piccola di 5 figli, ha tre sorelle e un fratello maggiore. Frequentava vari corsi di teatro al liceo dove studiava. La grande occasione arriva quando fu scelta come attrice protagonista della fortunata serie televisiva Dawson's Creek nel ruolo di Joey Potter. Ha debuttato al cinema nel 1997 nel film Tempesta di ghiaccio. In seguito ha preso parte in diversi film tra cui Abandon - Misteriosi omicidi, e nel 2005 il più famoso Batman Begins.
Nel 2007 ha interpretato il film 3 donne al verde, con Diane Keaton e Queen Latifah. Nell'autunno del 2008 ha lavorato a Broadway nel dramma di Arthur Miller All My Sons. Prima di trasferirsi a New York per le prove dello spettacolo, Katie ha girato nell'estate del 2008 un cameo per un episodio della seconda stagione della serie televisiva Eli Stone. La collaborazione si deve a Greg Berlanti, già produttore di Dawson's Creek, che ha chiesto a Katie il favore di apparire nella serie.
Dopo più di quattro mesi di spettacoli di All My Sons, che l'hanno occupata 6 giorni alla settimana per un totale di 7 spettacoli in 7 giorni, nei primi mesi del 2009 l'attrice è tornata davanti alla macchina da presa per il film indipendente Un perfetto gentiluomo, a fianco di Kevin Kline e Paul Dano. Subito dopo la fine delle riprese, Katie ha ripreso le prove di ballo per il musical col quale è tornata a Broadway nel corso del 2009, Neverland, spettacolo tratto dal film Neverland - Un sogno per la vita con Johnny Depp e Kate Winslet. Nel 2011 ricopre il ruolo di Jacqueline Kennedy nella miniserie tv The Kennedys, mentre nel 2015 entra nel cast della serie TV Ray Donovan. Nel 2017 è nel cast della pellicola cinematografica La truffa dei Logan, dove recita accanto a Channing Tatum.

## Vita privata

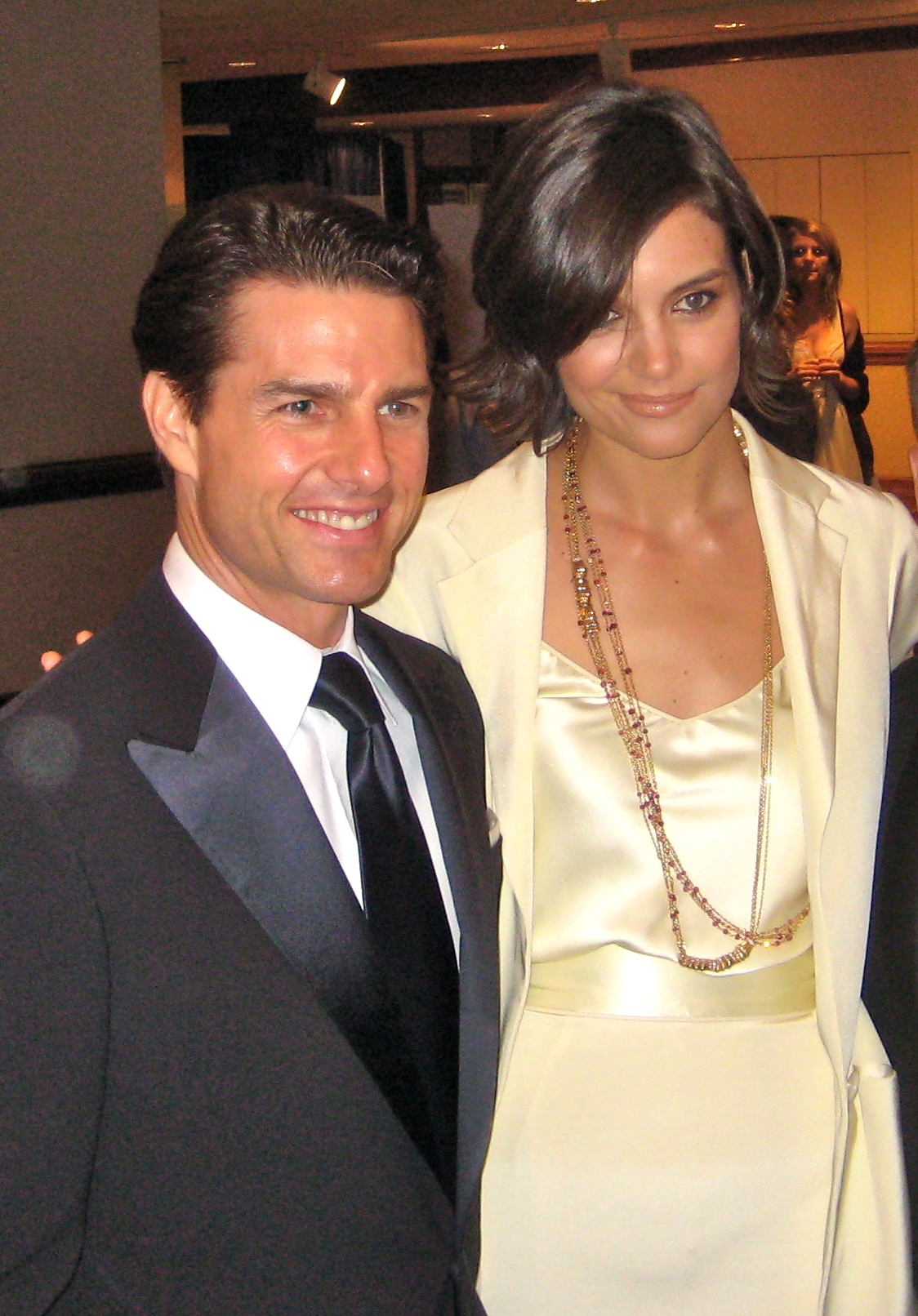
Katie Holmes con l'ex marito Tom Cruise nel 2009

Dopo brevi relazioni con il collega di set Joshua Jackson e l'attore Chris Klein (dal 2003 al 2005), nel 2005 comincia una relazione con Tom Cruise e il 18 aprile 2006 nasce la figlia Suri. La coppia si è sposata il 18 novembre 2006 in Italia, nel castello Odescalchi di Bracciano, secondo il rito di Scientology. Nel giugno 2012 i due si sono separati e a luglio hanno raggiunto un accordo sull'affidamento della figlia (data alla Holmes) e sul mantenimento (anche se Tom Cruise non ha più rapporti con la figlia dal 2013). Un mese dopo il divorzio l'attrice ha abbandonato Scientology per tornare alla religione cattolica.
Dal 2013 al 2019 Holmes ha avuto una relazione con l'attore Jamie Foxx, resa pubblica nell'estate 2017. Nel 2017 Katie si è iscritta all'università Harvard per seguire un corso di Entertainment, Media e Sports. Nel 2020 inizia una relazione con lo chef italo-peruviano Emilio Vitolo, proprietario del ristorante di famiglia Emilio’s Ballato situato a Soho, New York. La relazione è terminata dopo circa otto mesi. Dal 2022 ha una relazione con il bassista Bobby Wooten III.

## Filmografia

### Attrice

#### Cinema
- Tempesta di ghiaccio (The Ice Storm), regia di Ang Lee (1997)
- Generazione perfetta (Disturbing Behavior), regia di David Nutter (1998)
- Go - Una notte da dimenticare (Go), regia di Doug Liman (1999)
- I Muppets venuti dallo spazio (Muppets from Space), regia di Tim Hill (1999)
- Killing Mrs. Tingle (Teaching Mrs. Tingle), regia di Kevin Williamson (1999)
- Wonder Boys (Wonder Boys), regia di Curtis Hanson (2000)
- The Gift, regia di Sam Raimi (2000)
- In linea con l'assassino (Phone Booth), regia di Joel Schumacher (2002)
- Abandon - Misteriosi omicidi (Abandon), regia di Stephen Gaghan (2002)
- The Singing Detective (The Singing Detective), regia di Keith Gordon (2003)
- Schegge di April (Pieces of April), regia di Peter Hedges (2003)
- Una teenager alla Casa Bianca (First Daughter), regia di Forest Whitaker (2004)
- Batman Begins, regia di Christopher Nolan (2005)
- Thank You for Smoking, regia di Jason Reitman (2005)
- 3 donne al verde (Mad Money), regia di Callie Khouri (2008)
- Un perfetto gentiluomo (The Extra Man), regia di Shari Springer Berman e Robert Pulcini (2010)
- The Romantics, regia di Galt Niederhoffer (2010)
- Non avere paura del buio (Don't Be Afraid of the Dark), regia di Troy Nixey (2010)
- The Son of No One, regia di Dito Montiel (2011)
- Jack e Jill (Jack and Jill), regia di Dennis Dugan (2011)
- Days and Nights, regia di Christian Camargo (2013)
- Miss Meadows, regia di Karen Leigh Hopkins (2014)
- The Giver - Il mondo di Jonas (The Giver), regia di Phillip Noyce (2014)
- Woman in Gold, regia di Simon Curtis (2015)
- Touched with Fire, regia di Paul Dalio (2015)
- La truffa dei Logan (Logan Lucky), regia di Steven Soderbergh (2017)
- All We Had, regia di Katie Holmes (2017)
- Caro dittatore (Dear Dictator), regia di Lisa Addario e Joe Syracuse (2018)
- Ocean's 8, regia di Gary Ross (2018) - cameo non accreditato
- Coda, regia di Claude Lalonde (2019)
- The Boy - La maledizione di Brahms (Brahms: The Boy II), regia di William Brent Bell (2020)
- The Secret - La forza di sognare (The Secret: Dare to Dream), regia di Andy Tennant (2020)
- Alone Together, regia di Katie Holmes (2022)
- Rare Objects, regia di Katie Holmes (2023)

#### Televisione
- Dawson's Creek – serie TV, 128 episodi (1998-2003) – Joey Potter
- Eli Stone – serie TV, episodio 2x02 (2008)
- I Kennedy (The Kennedys) - miniserie TV, 8 episodi (2011)
- How I Met Your Mother – serie TV, episodio 7x08-9x05 (2011-2013)
- Ray Donovan – serie TV, 11 episodi (2015)

### Regista
- Eternal Princess, regia di Katie Holmes ed Ainz Prasad (2015)
- La nostra vita insieme (All We Had), regia di Katie Holmes (2017)

## Riconoscimenti
- Saturn Award
  - 1999 – Candidatura alla Migliore attrice emergente per Generazione perfetta
  - 2006 – Candidatura alla Migliore attrice non protagonista per Batman Begins
- MTV Movie Awards
  - 1999 – Miglior performance rivelazione femminile per Generazione perfetta
  - 2000 – Candidatura al Miglior bacio (condiviso con Barry Watson) per Killing Mrs. Tingle
- Razzie Awards
  - 2005 – Candidatura alla peggiore attrice non protagonista per Batman Begins
  - 2006 – Maggiori articoli stancanti sui giornali scandalistici (insieme a Tom Cruise e il divano di Oprah Winfrey)
  - 2012 – Candidatura alla peggior attrice non protagonista per Jack e Jill
  - 2012 – Peggior coppia per Jack e Jill (condiviso con Adam Sandler e Al Pacino)
  - 2021 – Candidatura alla peggior attrice per The Boy - La maledizione di Brahms e The Secret - La forza di sognare
- Satellite Award
  - 2003 – Candidatura alla Migliore attrice protagonista in un film commedia o musicale per Schegge di April
- Teen Choice Awards
  - 1999 – Candidatura alla migliore attrice di TV per Dawson's Creek
  - 2000 – Candidatura alla migliore attrice di TV per Dawson's Creek
  - 2000 – Candidatura ai migliori attori di TV (condiviso con Barry Watson) per Killing Mrs. Tingle
  - 2001 – Candidatura alla migliore attrice di TV per Dawson's Creek
  - 2002 – Candidatura alla migliore attrice di TV drammatica per Dawson's Creek
  - 2003 – Candidatura alla migliore attrice di TV azione/avventura per Dawson's Creek

## Doppiatrici italiane
Nelle versioni in italiano delle opere in cui ha recitato, Katie Holmes è stata doppiata da:
- Ilaria Latini in Dawson's Creek, Killing Mrs. Tingle, In linea con l'assassino, The Singing Detective, Una teenager alla Casa Bianca, Batman Begins, Thank You for Smoking, Eli Stone, Un perfetto gentiluomo, I Kennedy, Non avere paura del buio, Jack & Jill, The Giver - Il mondo di Jonas, Miss Meadows, Woman in Gold, Touched with Fire, Ray Donovan,  La truffa dei Logan, Caro dittatore, The Boy - La maledizione di Brahms, The Secret - La forza di sognare
- Rossella Acerbo in Generazione perfetta, Una notte da dimenticare, The Gift
- Valentina Mari in Tempesta di ghiaccio, I Kennedy: la storia continua
- Claudia Pittelli in Wonder Boys
- Eleonora De Angelis in Abandon - Misteriosi omicidi
- Connie Bismuto in Schegge di April
- Deborah Ciccorelli in 3 donne al verde
- Eleonora Reti in The Romantics
- Federica De Bortoli in The Son of No One
- Gea Riva in How I Met Your Mother

Da doppiatrice è sostituita da:
- Ilaria Latini in Batman Begins (videogioco)